# Parc national des monts Mahale
Le parc national des monts Mahale (en anglais Mahale Mountains National Park) est un parc national de l'ouest de la Tanzanie. 

## Géographie
Le parc s'étend sur la chaîne des monts Mahale, une des régions les plus isolées du pays. Les monts Mahale culminent à 2 462 mètres au mont Nkungwe, dominant de plus de 1 500 mètres le lac Tanganyika et ses plages de sable blanc. 
Le parc comporte encore d'importantes surfaces de forêt tropicale au cœur d'une région essentiellement aride. Aucune route ne traverse le parc, qui est difficilement accessible autrement que par le lac. En particulier, le MV Liemba dessert chaque semaine les petites communautés côtières installées en bordure du parc.

## Faune
Le parc abrite la plus grande colonie de chimpanzés du pays. On en trouve plus de 800, étudiés par des scientifiques japonais depuis les années 1960. Ce sont les derniers chimpanzés sauvages du pays avec ceux de Gombe Stream. Le parc sert également de sanctuaire pour d'autres espèces de singes et d'oiseaux. Quant aux eaux du lac, elles abritent un nombre considérable d'espèces endémiques de poissons, en particulier des Cichlidés.